# Новинка (гміна)
Гміна Новінка (пол. Gmina Nowinka) — сільська гміна у східній Польщі. Належить до Августівського повіту Підляського воєводства.
Станом на 31 грудня 2011 у гміні проживало 2956 осіб.

## Територія
Згідно з даними за 2007 рік площа гміни становила 203.84 км², у тому числі:
- орні землі: 27.00 %
- ліси: 61.00 %

Таким чином, площа гміни становить 12.29 % площі повіту.

## Населення
Станом на 31 грудня 2011:
| Опис     | Загалом | Загалом | Чоловіки | Чоловіки | Жінки | Жінки |
| -------- | ------- | ------- | -------- | -------- | ----- | ----- |
| одиниця  | осіб    | %       | осіб     | %        | осіб  | %     |
| все      | 2956    | 100     | 1499     | 50.71    | 1457  | 49.29 |
| міське   | 0       | 100     | 0        |          | 0     |       |
| сільське | 2956    | 100     | 1499     | 50.71    | 1457  | 49.29 |

## Сусідні гміни
Гміна Новінка межує з такими гмінами: Августів, Августів, Ґіби, Пласька, Рачкі, Сувалки.